# Родний Врх
Родний Врх (словен. Rodni Vrh) — поселення в общині Подлехник, Подравський регіон‎, Словенія.